# Rosa Fogo
Rosa Fogo (Rose de feu) est une telenovela portugaise diffusée entre le 19 septembre 2011 et le 30 juin 2012 sur SIC.
Elle est diffusée sur le réseau Outre-Mer 1re en 2015 et sur IDF1 en 2016.
Elle est diffusée sur Nina Novelas en 2016-2017 et rediffusée depuis le 30 mai 2024.

## Synopsis
Gilda s’est mariée très jeune avec Fernando Mayer, le richissime fondateur de l’empire Forella, une société de produits cosmétiques. De cette union, naissent deux garçons : Miguel et Antonio. Gilda est une mère dévouée et attentionnée. Elle s’implique dans les affaires de son mari. Au décès de ce dernier, elle prend en main l’activité avec l’aide de ses deux fils.
Quand son fils Antonio et son épouse meurent dans un accident, laissant derrière eux, la petite Maria, âgée de dix ans, Gilda se charge d’élever celle-ci. 
Maria est une travailleuse acharnée et une passionnée de danse. À la fin de ses études, elle prendra la direction de la compagnie de danse créé par sa défunte mère qu’elle transformera très vite en une brillante académie des Arts.
Près de 20 ans plus tard, décède Miguel, le second fils de Gilda, il laisse derrière lui, sa femme Joana et sa fillette Mathilde qui sera, elle aussi, recueillie et élevée par Gilda. Quand Gilda décide de se retirer dans son ranch situé sur la côte ouest du pays, elle s’y établit avec sa petite fille, Mathilde et confie la gestion de l’Empire Forella à sa belle-fille, Joana.
Mathilde a maintenant 7 ans, elle adore les animaux et possède un 6e sens qui lui permet de deviner la personnalité des gens. Elles y mènent une vie paisible jusqu’au jour où surgit José Da Maria, un individu étrange qui prétend être Horacio, le premier fils de Gilda. En effet, il y a 50 ans de cela, Gilda alors encore adolescente avait donné naissance à un petit garçon. Sous la pression de ses parents, elle fut contrainte de donner l’enfant en adoption. Un couple argentin l’avait alors adopté, puis était reparti dans leur pays. Gilda n’entendit plus parler d’eux, ni de son enfant mais elle ne l’avait jamais oublié.
En Argentine où il a grandi, Horacio a fondé une famille. Il sait l’identité et la fortune de sa mère biologique ; mais n’éprouve pour elle que du mépris. Lorsqu’il prend la résolution d’aller rencontrer sa mère biologique, il est assassiné par José Da Maia, son patron. A celui-ci, il avait tout expliqué.
José Da Maria est un homme mystérieux, venu du Portugal pour s’installer en Argentine, écoutant les confidences d’Horacio, il comprend qu’il est face
à la chance de sa vie. Après donc avoir assassiné Horacio, il débarque au Portugal et se fait passer pour lui avec pour projet de faire main basse sur la fortune des Mayer. Dans la mise en œuvre de son plan machiavélique, José s’est offert les services de Diego Martins, un gigolo notoire. Celui-ci séduit Maria avant de se faire embaucher dans la compagnie de danse et recevoir la bénédiction de Gilda dans leur projet de mariage. José se présente donc à Gilda en prétendant être son fils. Joana le démasque et il l’assassine. Gilda, bouleversée par ces retrouvailles confie à José, la direction de l’entreprise ; le plan de José/Horacio fonctionne donc à merveille.
Dotée d’un 6e sens, la petite Mathilde ressent toutes les malversations. Avec abnégation, elle va infliger une opposition farouche aux usurpateurs avec le soutien d'Estevão alors embauché en qualité de directeur de la compagnie Forella, d’autant qu’elle comprend qu’Estevão est amoureux de Maria ; elle fera donc tout pour les unir déjouant ainsi les plans de José et Diégo.

## Personnages principaux
Maria Azevedo Mayer (Cláudia Vieira)
Maria Mayer est une ballerine professionnelle. Orpheline depuis l’âge de 10 ans, elle est élevée par sa grand-mère Gildas Mayer. Passionnée et perfectionniste, elle suit une formation de danse classique et devient une artisite talentueuse. Après le décès de sa mère Béatrice, elle reprend les rênes de l’école de danse «BaiaMay» dont sa mère était propriétaire, et réussi avec brio à la redresser grâce à sa passoin et sa candeur.
Diogo Martins (José Fidalgo)
Diogo Martins est l’homme de main de José Maia. Il est employé à l’académie de danse «BaiaMay». Machiavélique, il met à profit son charme afin de séduire Maria Mayer et aider José à atteindre ses objectifs.
Gilda Azevedo Mayer (Irene Cruz)
Gilda Mayer est une femme courageuse, qui a n’a pas eu la vie facile. Elle a perdu son mari Fernando Mayer, propriétaire de l’empire Florella dont elle hérite, et ses deux enfants Antonio Azevodo, décédé dans un accident de la circulation et Michael Azevodo. En véritable matriarche, elle partage sa vie entre l’éducation de ses petites-filles Maria et Mathilde avec qui elle s’entend très bien ; et la gestion de l’empire Florella. Sa vie sera troublée lorsque José Maia se présentera à elle comme son fils qu’elle aurait abandonné il y a longtemps de ça.
José da Maia (Rogério Samora)
Cupide, prétentieux, José Maia est un homme d’affaires connu pour ses investissements illicites : trafic de drogue, blanchiment d’argent… Avide de gloire et de fortune, il planifie minutieusement une ruse afin de s’approprier la fortune de la famille Mayer. Arrivera-t-il à ses fins ? Et à quels prix ?

## Acteurs et personnages

### Rôles principaux
| Acteur/Actrice       | Personnage             |
| -------------------- | ---------------------- |
| Rogerio Samora       | José da Maia           |
| Cláudia Vieira       | Maria Azevedo Mayer    |
| José Fidalgo         | Diogo Martins          |
| Angelo Rodrigues     | Estevão Amorim         |
| Irene Cruz           | Gilda Azevedo Mayer    |
| Lydia Franco         | Teresa Amorim          |
| Helena Laureano      | Eduarda Rodrigues      |
| Joaquim Nicolau      | Agostinho Nunes        |
| Angela Pinto         | Carlota Nunes          |
| Ana Nave             | Lara Gomes             |
| Manuel Cavaco        | Julio Fragoso          |
| Pink Corner          | Regina Fragoso         |
| Sandra Barata Belo   | Catherine Torres       |
| Thomas Alves         | Javier Gomes           |
| Andreia Dinis        | Anita Fragoso          |
| Anabela Teixeira     | Sofia Fragoso          |
| Sergio Plage         | Manuel Dantas Figueira |
| Maria Emilia Correia | Alzira Santos          |
| Joaquim Horta        | Alberto Santos         |
| André Nunes          | Samuel Santos          |
| Oceana Basilio       | Silvia Fragoso         |
| Dania Neto           | Gloria Rufino          |
| Dinarte BlaRnc       | João Nuno Melo         |
| Ana standard         | Amélie Sampaio         |
| António Fonseca      | Ambrósio Conde         |
| Inês Castel-Branco   | Carmen Conde           |
| Susana Mendes        | Aida Conde             |
| Rui Nunes Port       | Vítor Barbalho         |
| Duarte Guimarães     | Francisco Fragoso      |
| Pedro Cunha          | Sergey                 |
| Marco Horacio        | Bobine                 |
| Mafalda Lencastre    | Irina                  |

### Rôles enfants
| Acteur/Actrice         | Personnage            |
| ---------------------- | --------------------- |
| Matilde Miguel         | Matilde Azevedo Mayer |
| Francisco Malate Blanc | Santiago Gomes        |
| Beatriz Coelho         | Vera Mónica           |

### Rôles supplémentaires
| Acteur/Actrice     | Personnage          |
| ------------------ | ------------------- |
| Adérito Lopes      | Représentant AAP    |
| Alvaro Faria       | Amand               |
| Amelia Vigne       | Ruth Paiva          |
| Beatriz Leonardo   | Madalena            |
| Leonor Alcácer     | Gabriela            |
| Jorge Silva        | Mendes              |
| Ana Brandão        | Paula               |
| Joaquim de Almeida | Horacio Gomes       |
| Soraia Chaves      | Joana Azevedo Mayer |
| João Ricardo       | Armando Coutinho    |
| António Capelo     | Jorge Mendes        |

### Rôles passés
| Acteur/Actrice   | Personnage          |
| ---------------- | ------------------- |
| Madalena Brandão | Gilda Azevedo Mayer |
| Martim Pedroso   | Jorge               |
| Adriana Moniz    | Alzira Santos       |
| Afonso Lagarto   | Julio Fragoso       |